# ريان ماكويليامز
ريان ماكويليامز (بالإنجليزية: Ryan McWilliams)‏ هو لاعب كرة قدم بريطاني في مركز حراسة المرمى، ولد في 24 نوفمبر 1989 في غرينوك في المملكة المتحدة. لعب مع نادي آير يونايتد ونادي ألبيون روفرز ونادي ستيرلينغشير الشرقية ونادي غرينوك مورتون.

## وصلات خارجية
- ريان ماكويليامز على موقع قاعدة بيانات كرة القدم.إي يو (الإنجليزية)
- ريان ماكويليامز على موقع Soccerbase.com (لاعب) (الإنجليزية)